# Obelisc de Teodosi el Gran
L'Obelisc de Teodosi el Gran (en turc: Dikilitaş) és un obelisc de l'antic Egipte del faraó Tutmosis III reerigit en l'Hipòdrom de Constantinoble (conegut actualment en turc com a At Meydanı o Sultanahmet Meydanı, a l'actual Istanbul. Va ser reerigit per l'emperador romà Teodosi I al segle iv.

## Història
Aquest obelisc va ser construït per ordre del faraó Tutmosis III (1479-1425 aC) al sud del setè piló del Temple de Carnac. L'emperador romà Constantí II (337-361) va obtenir un altre obelisc que va ser transportat pel riu Nil a la ciutat d'Alexandria per tal de commemorar la seva ventennalia o aniversari dels 20 anys al tron el 357. L'altre obelisc va ser erigit al spina del Circus Maximus de Roma a la tardor d'aquell mateix any, i actualment es coneix com a Obelisc de Laterà, mentre l'obelisc que seria de Teodosi el Gran romangué a Alexandria fins a l'any 390, quan Teodosi el gran (378-392 AD) el va fer transportar a Constantinoble i el va posar a la spina de l'Hìpòdrom.

## Descripció
L'obelisc de Teodosi I està fet de granit roig d'Assuan i originàriament feia 30 m d'alt, el mateix que l'Obelisc Laterà. La part baixa va patir danys ja en l'antiguitat, segurament durant el transport o recol·locació, i actualment només fa 18, 54 metres d'alt o 25,6 m si s'inclou la seva base. Entre les quatre cantonades i el pedestal hi ha quatre cubs de bronze que es van fer servir en la reubicació.
Cadascuna de les seves quatre cares tenen una columna amb inscripcions que celebra la victòria del faraó Tutmoses III en la riba del riu Eufrates l'any 1450 aC.

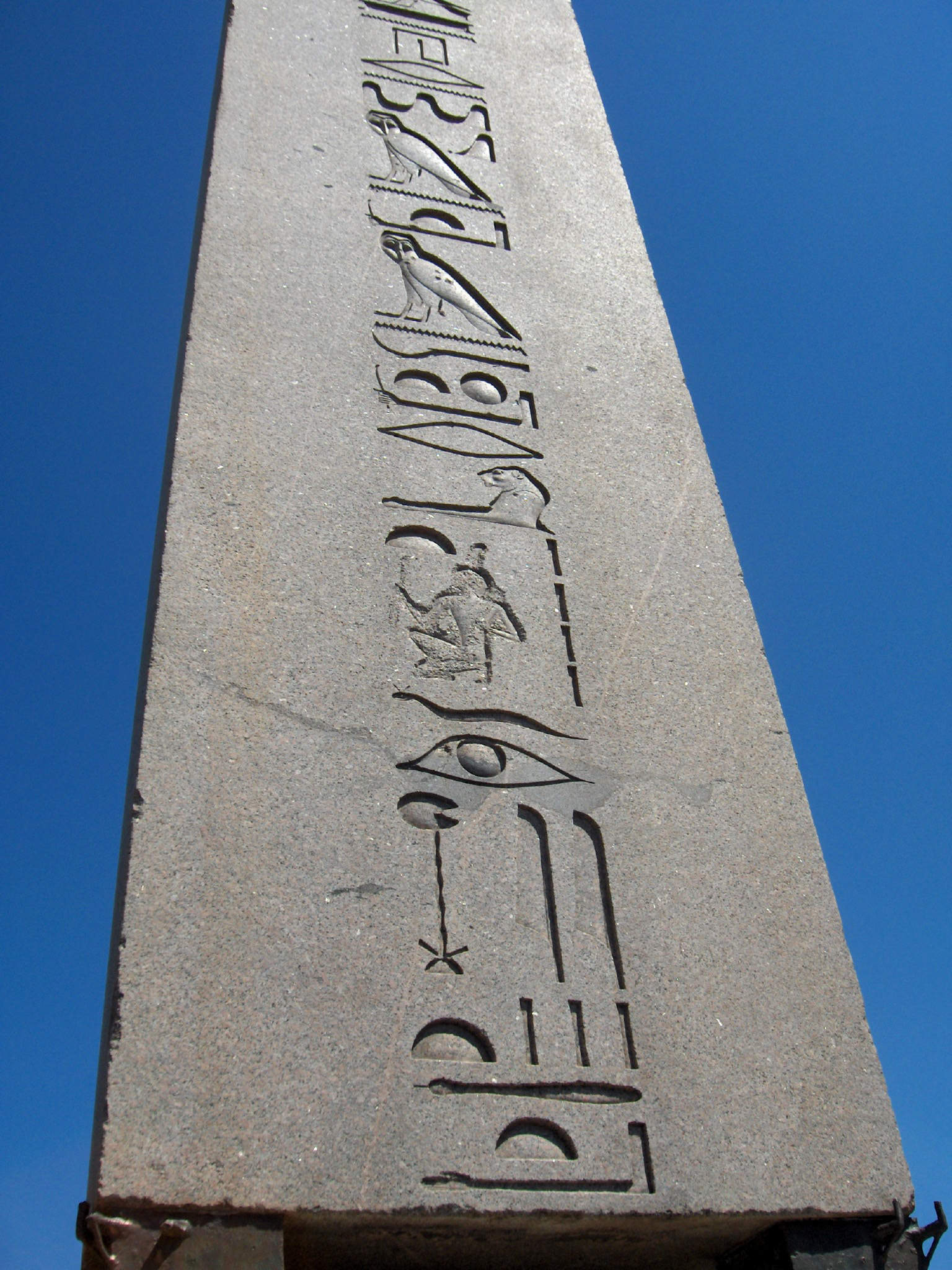
Part de baix de la inscripció (cara sud).
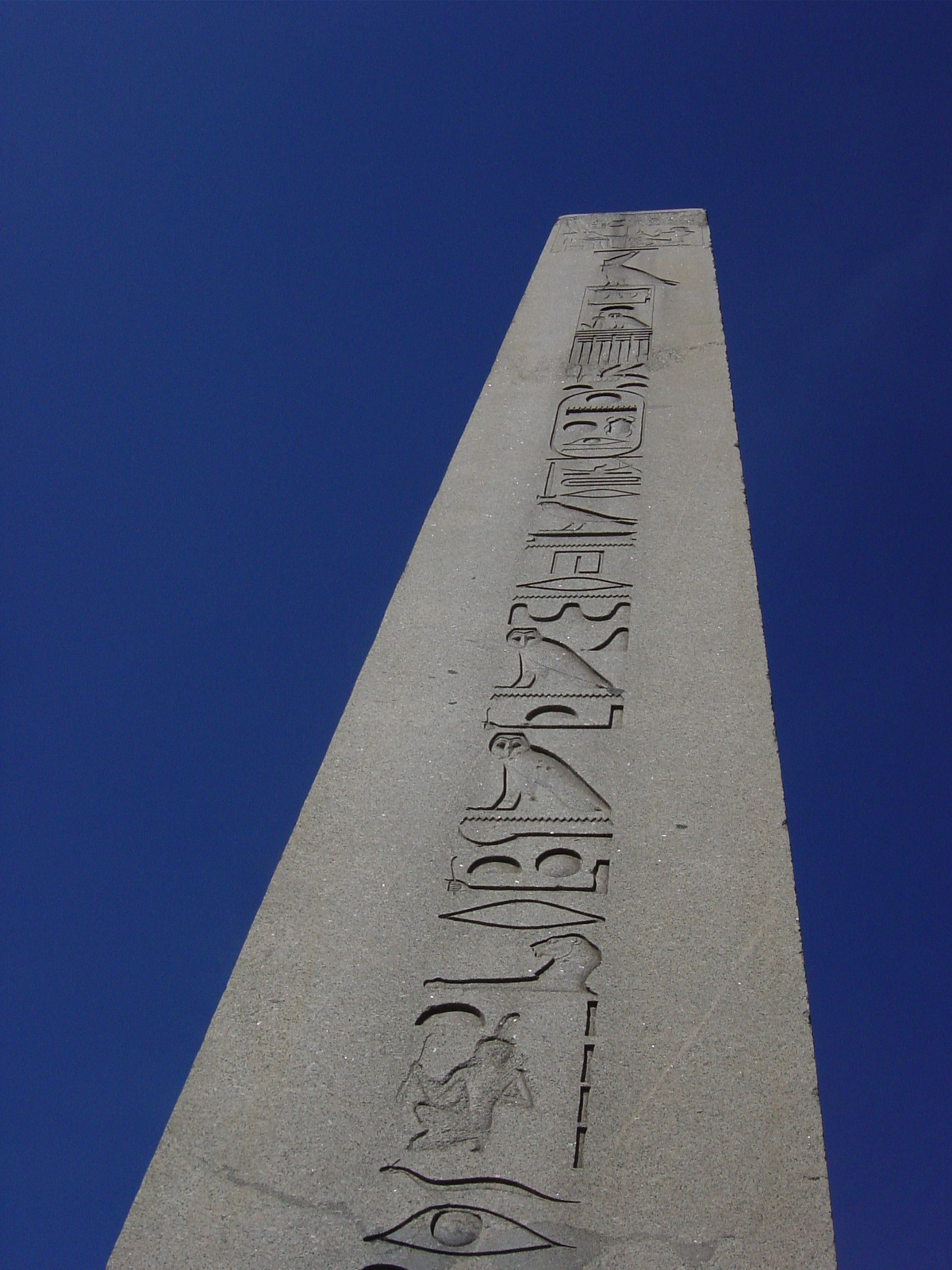
Part de dalt (cara sud).
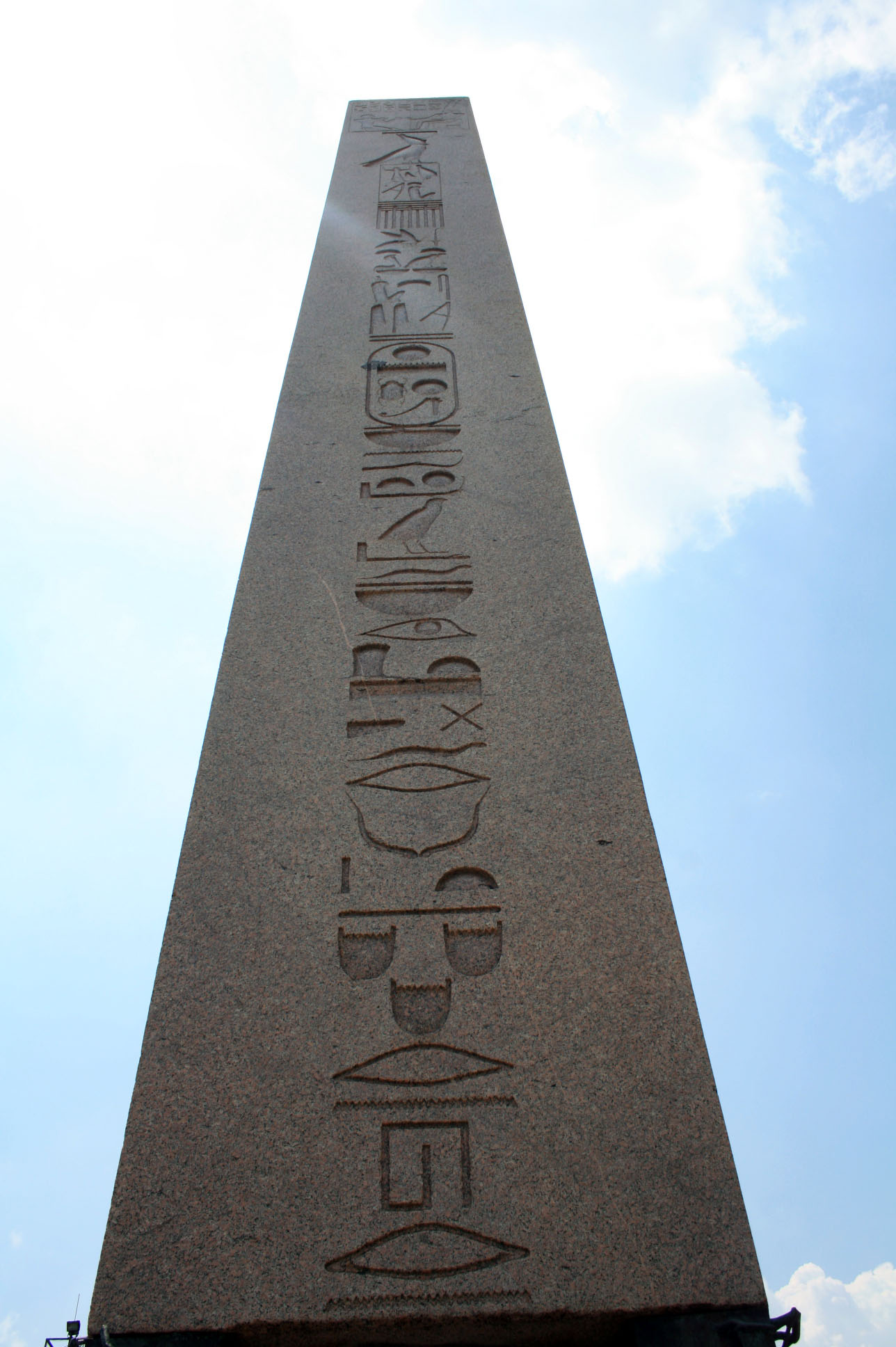
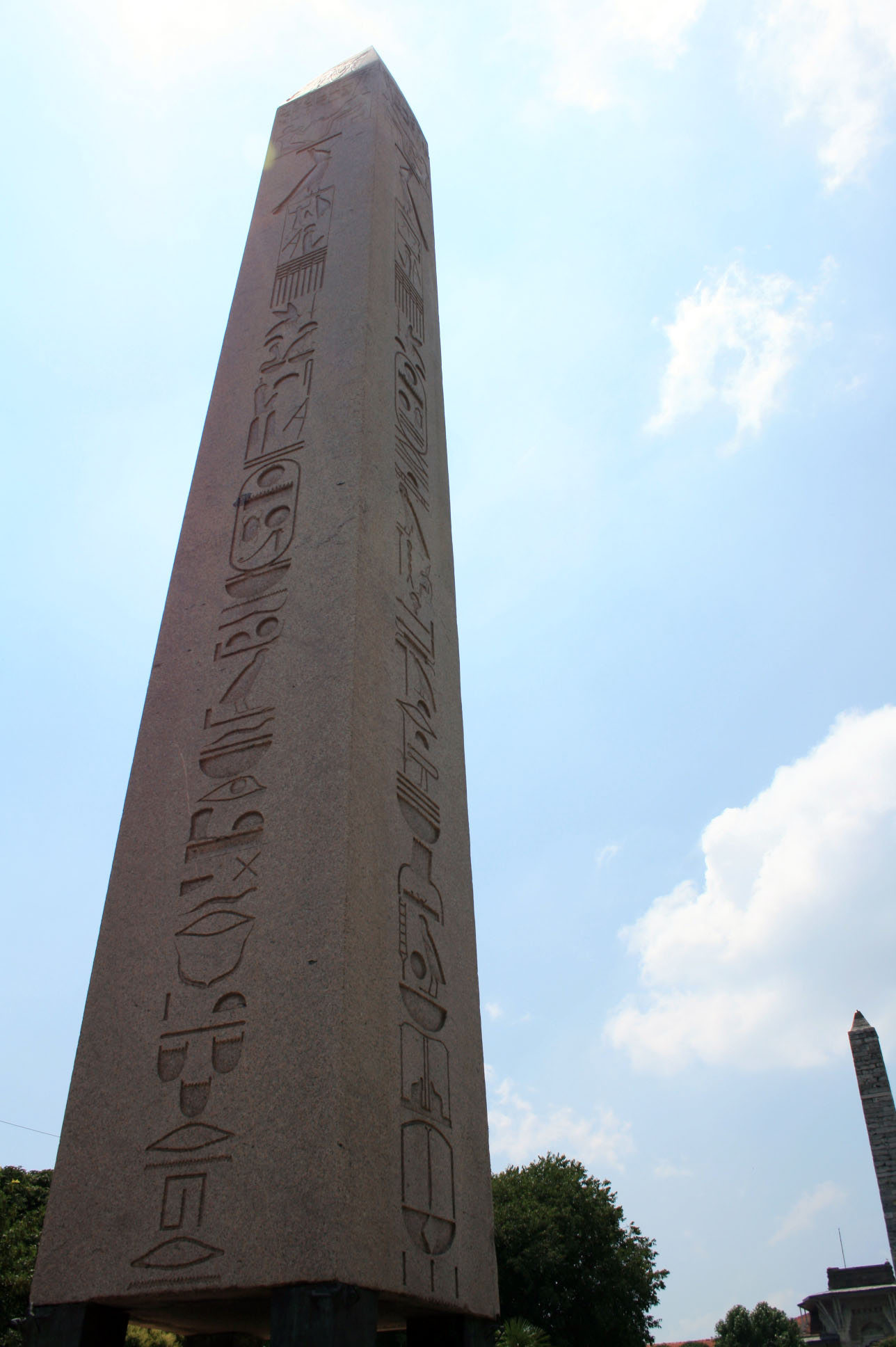

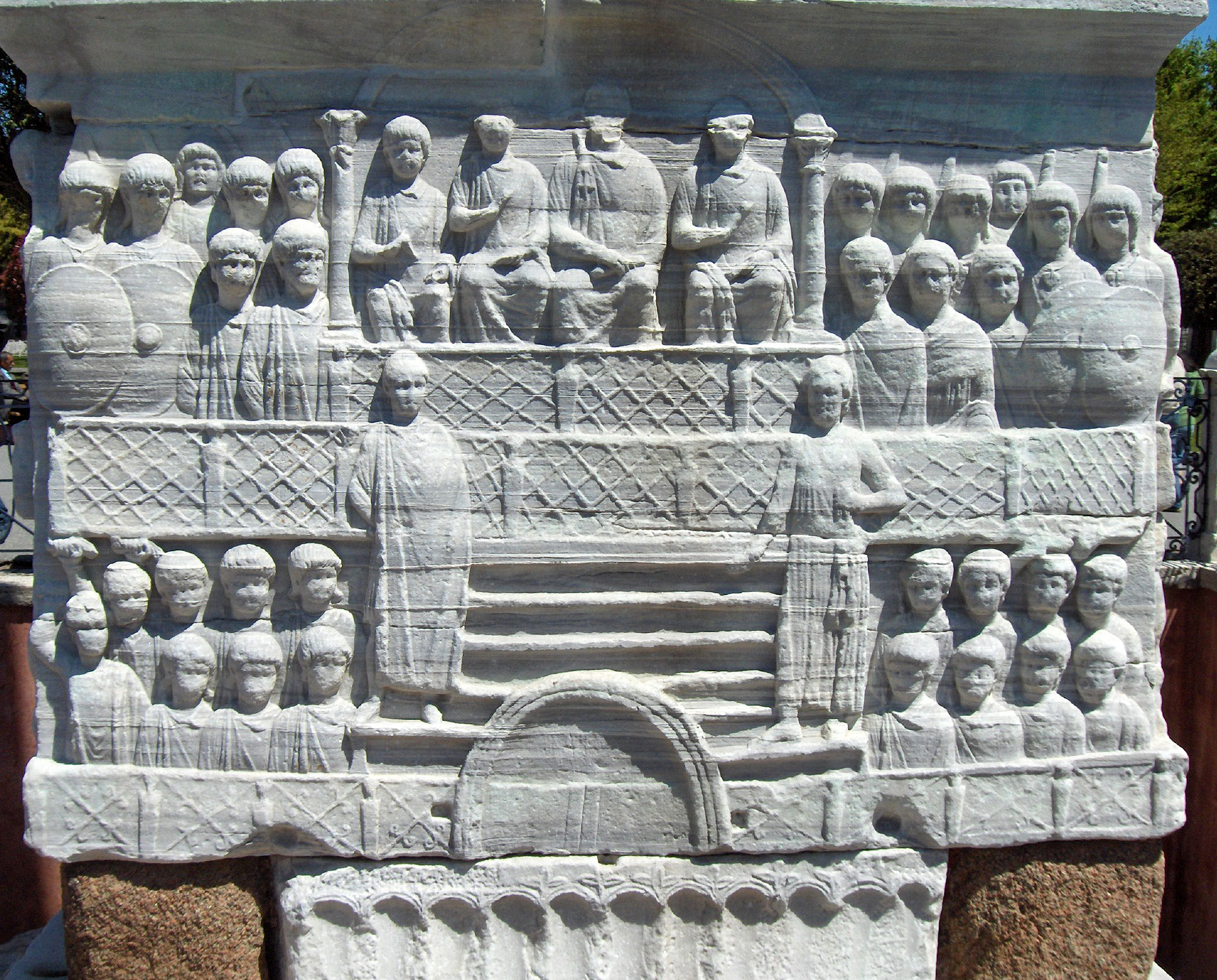
L'emperador i la seva cort (cara sud).
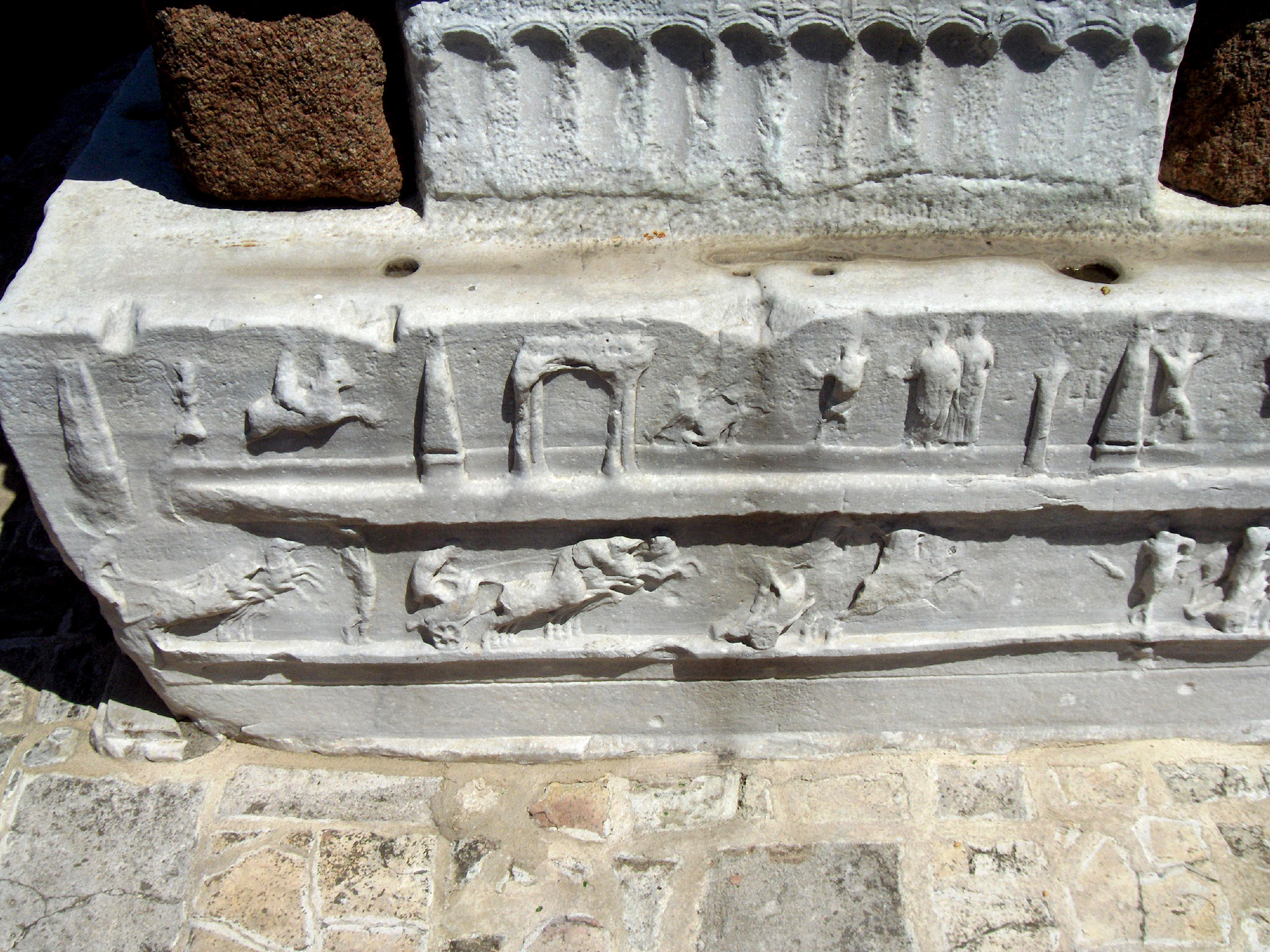
Curse de carros (cara sud).
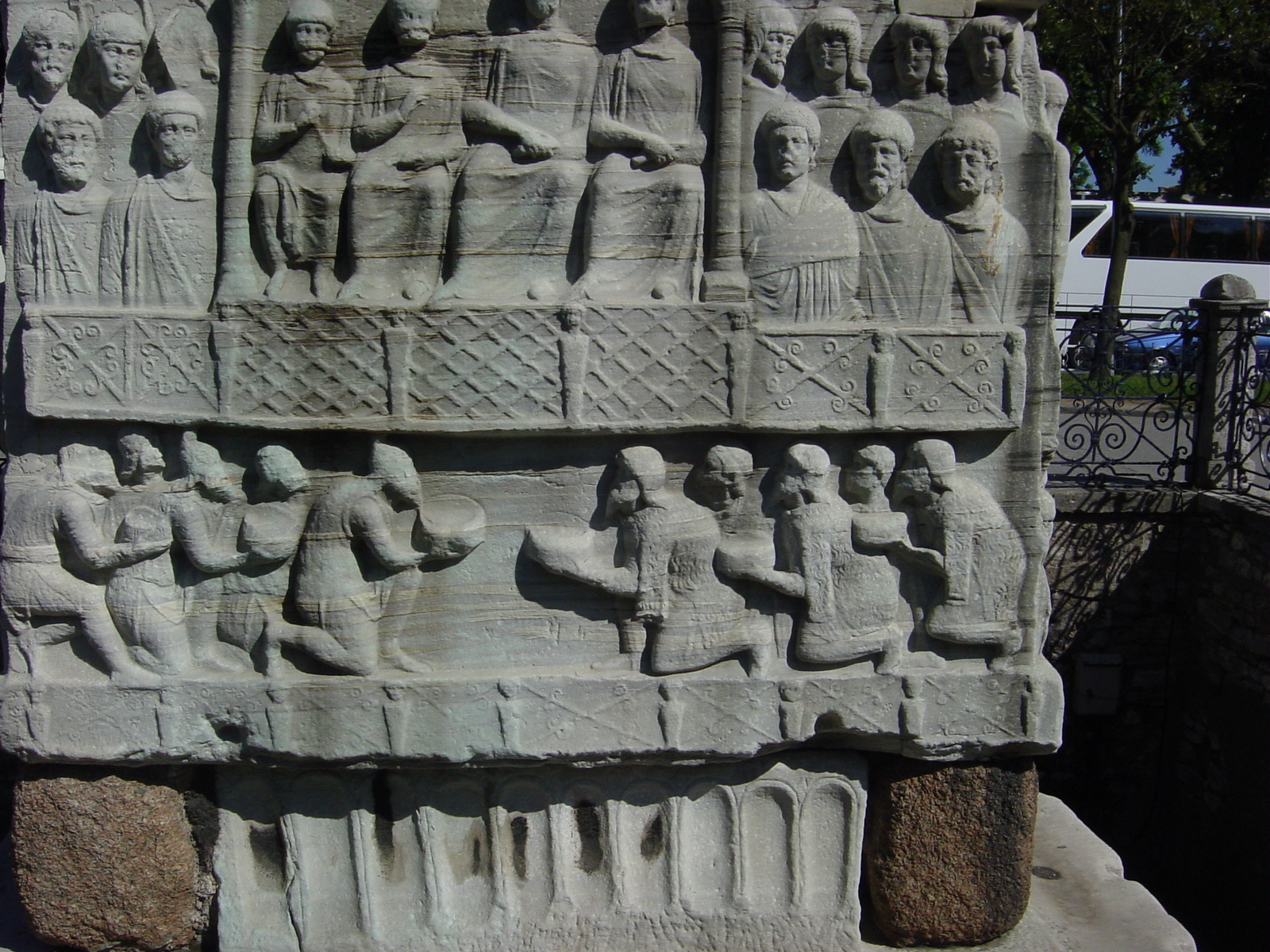
Submissió dels bàrbars (cara oest).
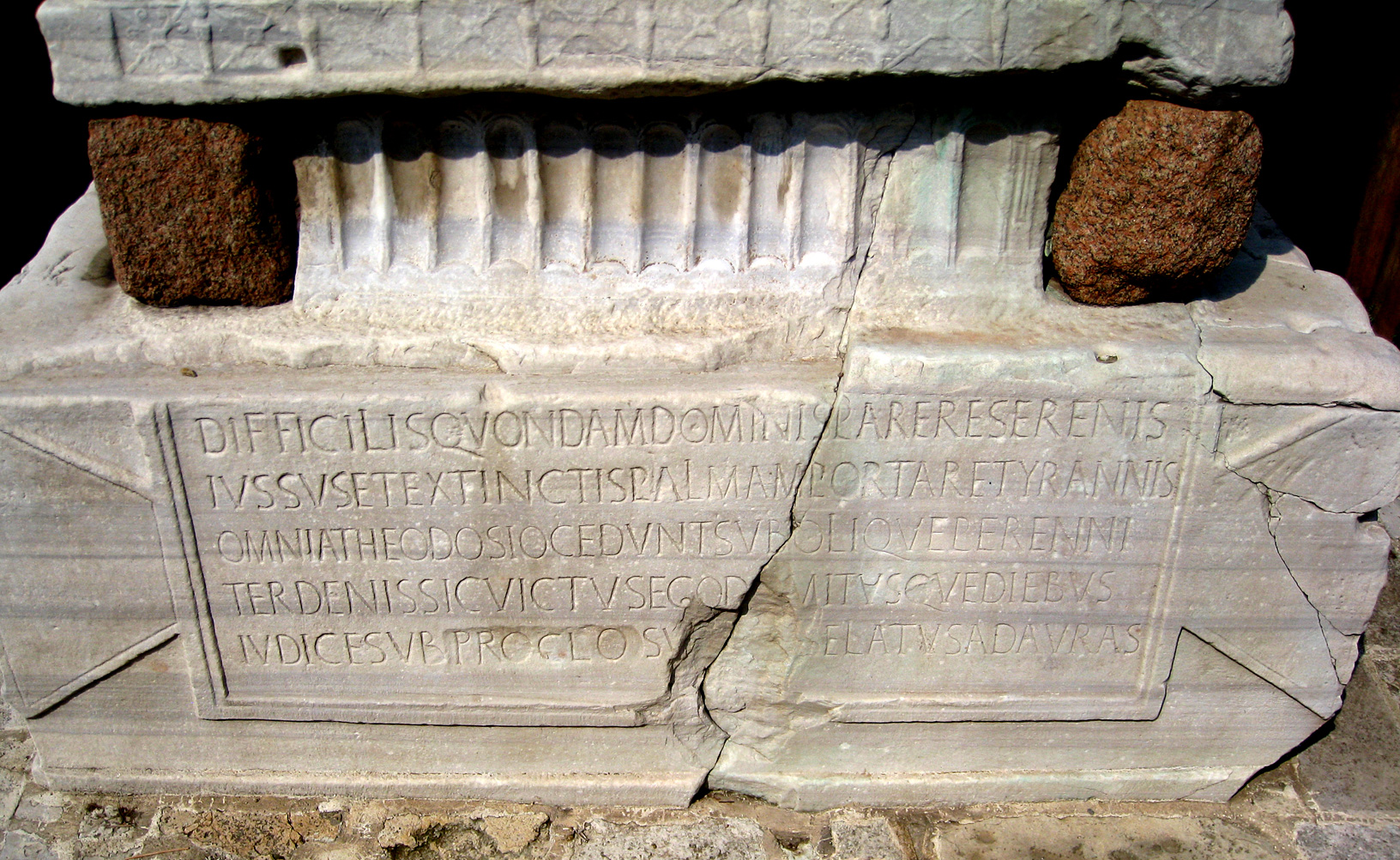
Inscripcions en llatí (cara est)
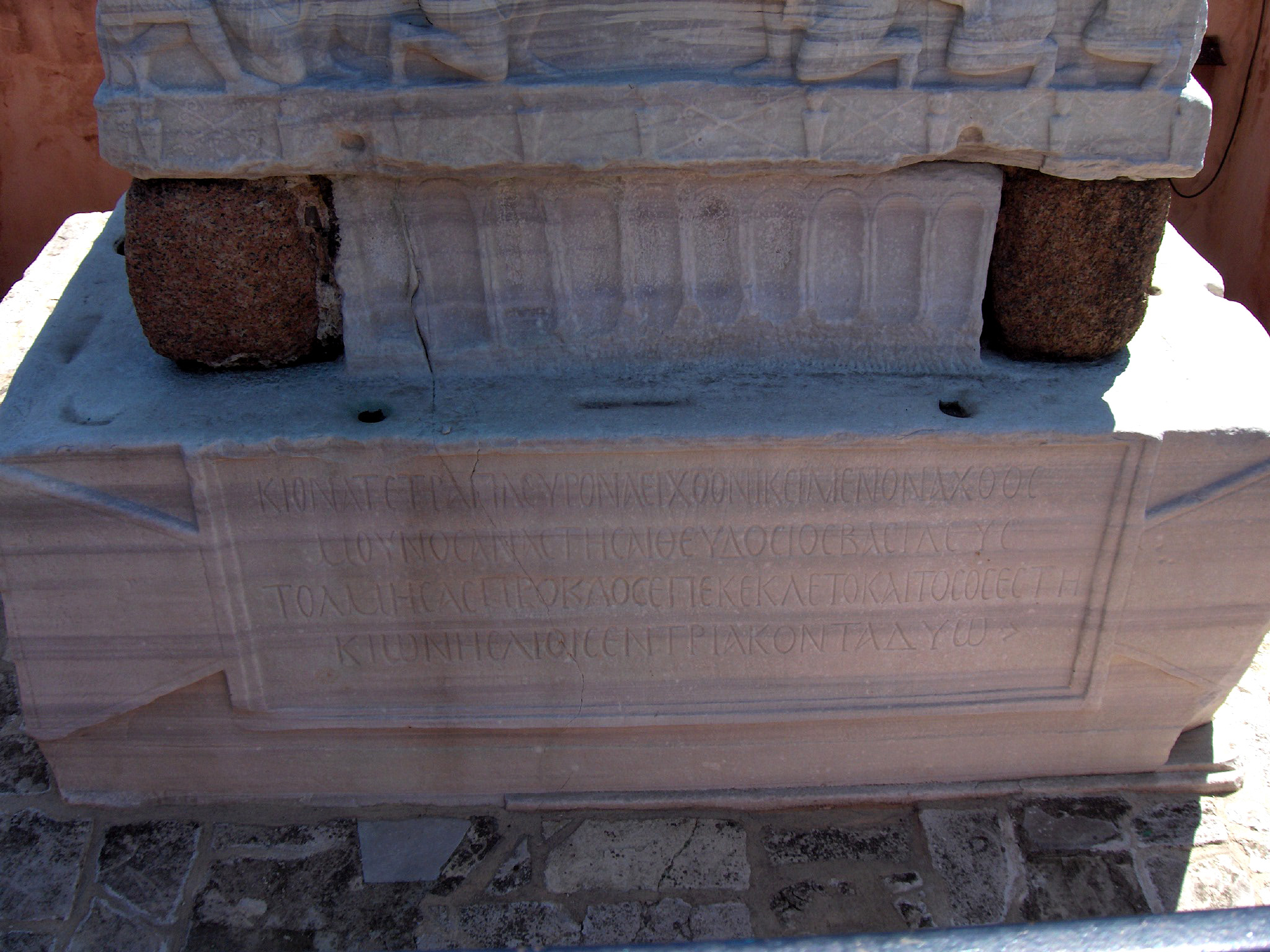
Inscripció en grec (cara oest).

### Inscripcions
Al pedestal i ha aquestes inscripcions llatines en hexàmetres:
DIFFICILIS QVONDAM DOMINIS PARERE SERENIS
IVSSVS ET EXTINCTIS PALMAM PORTARE TYRANNIS
OMNIA THEODOSIO CEDVNT SVBOLIQVE PERENNI
TER DENIS SIC VICTVS EGO DOMITVSQVE DIEBVS
IVDICE SVB PROCLO SVPERAS ELATVS AD AVRAS
Traducció:
"Encara que abans vaig oposar resistència, Vaig obeir i portar la palma, una vegada van ser vençuts els tirans. Tot porta a Teodosi i als seus descendents. També això és veritat per a mi - He estat vençut tres vegades i he sortit a l'aire sota el prefecte Proculus.
A la cara oest es repeteix la mateixa idea que en llatí:
KIONA TETPAΠΛEYPON AEI XΘONI KEIMENON AXΘOC
MOYNOC ANACTHCAI ΘEYΔOCIOC BACIΛEYC
TOΛMHCAC ΠPOKΛOC EΠEKEKΛETO KAI TOCOC ECTH
KIΩN HEΛIOIC EN TPIAKONTA ΔYO
Traducció:
"Aquesta columna de quatre cares que està sobre el sòl va ser únicament l'emperador Teodosi qui la va poder desenterrar i transportar. Proculus va ser invitat a executar aquesta ordre; i això es va fer en tres dies.